# サニーサイドモール小倉
サニーサイドモール小倉（サニーサイドモールこくら）は、福岡県北九州市小倉南区のJR下曽根駅南口駅前にあるショッピングセンターである。前身は1995年（平成7年）に開業したザ・モール小倉（ザ・モールこくら）である。本項では一括して記述する。

## 概要
前身施設のザ・モール小倉（詳細は後述）から核店舗の西友が撤退したのち、施設所有者である下曽根商業開発合同会社が外装および内装を一新し、ハローデイなどの後継テナントを招致した上で、2016年（平成28年）9月15日に「サニーサイドモール小倉」としてリニューアルオープンした（プレオープンは9月14日）。このリニューアル時に下曽根駅との間に雨除けシェードが設置された。
2023年（令和5年）7月27日に九州旅客鉄道（JR九州）が施設を取得し、同社は「駅ビル事業で培ったノウハウを活用し、より地域の皆さまに愛される施設運営に努める」と発表した。

### 主なテナント
入居店舗の詳細は、公式サイト「フロアガイド」および「ショップガイド」を参照。

#### 1階
- ハローデイ
- 井筒屋
- 生鮮市場リエゾン
- 武田メガネ
- マツモトキヨシ
- ダイソー・Standard Products
- サンマルクカフェ
- ファディ下曽根店
- サニーサイドダイニング
  - サイゼリヤ
  - ミスタードーナツ
  - びっくりドンキー
  - やっぱりステーキ
  - 天ぷらふそう
  - 定食屋百菜　旬　　
  - ナマステタージマハル
  - ハッピードンキ

#### 2階
- スタジオアリス Baby!
- トイザらス・ベビーザらス
- ファッションセンターしまむら・Avail・バースデイ・ディバロ
- イオンペット PETEMO
- 喜久屋書店
- リバップ
- namco サニーサイドモール小倉店

#### 3階
- Kid's US.LAND

## ザ・モール小倉
住宅・都市整備公団などが進めた下曽根駅南口土地区画整理事業区域の一部に、福岡地所などが開発する「九州最大のショッピングセンター」として、1995年（平成7年）4月22日に西友が運営する「小倉西武店」を核店舗とする「ザ・モール小倉」が開業した。準核店舗としてトイザらスが出店していたほか、地元事業者による専門店街も併設され、開業時には約150の専門店が出店していた。
当初計画では商業面積を約2万平方メートルとし、店舗のほかにホテルなどのコンベンション施設、スポーツカルチャー施設、ディスコなどを併設した24時間稼働施設として、約200億円を投じて1991年（平成3年）の開業を予定していたが、地権者の中に土地区画整理事業への反対運動が広まるなどして土地の整備が遅れた。この間にバブル崩壊など社会経済情勢が変化したことを受け、ショッピングモールを主体とした施設形態に変更、総投資額は約100億円に圧縮しての開業となった。
所有は福岡地所のほか、地元不動産業の株式会社谷弥、地元の商店主らが設立した小倉南開発株式会社の3者であったが、三菱UFJ信託銀行が土地及び建物を取得して不動産証券化し、2007年（平成19年）にアジア・パシフィック・ランドが組成する特別目的会社 (SPC) である下曽根商業開発合同会社に譲渡された。専門店街の計約90のテナントの運営管理は株式会社北九州地域開発が行っていた。

西友は、1998年（平成10年）10月28日の光が丘西武の「LIVIN」への転換を皮切りに、2000年度（平成10年度）中に「西武」店として運営していた全店舗を新たな総合スーパーへ業態転換することとした。そのため核店舗の西友小倉西武店は「西友 ザ・モール小倉店」へ店名を変更した。これはかつて西友が「西武」ブランドで運営していた店舗で「西友」ブランドへ変更された唯一の店舗である。他の例としては、西友運営だったams西武三軒茶屋店が1998年（平成10年）9月に西友三軒茶屋店へ店名変更している。また小倉西武は西友が「西武」ブランドで出店した最後の店舗となった。
2006年時点の主なテナントは以下の通り。
- 西友 ザ・モール小倉店 - 13,150m2[5]
- トイザらス - 3,000m2[5]
- こまつコーポレーション - 702m2[5]

開業後20年を経過した本施設について、核テナントである西友が明確な改装方針を打ち出すことが出来ず、2015年（平成27年）8月31日をもって西友を含む全店（銀行を除く）が閉店した。これにより、福岡県内の西友の店舗はアクロスモール春日（旧：ザ・モール春日）内の西友春日店のみになったが、西友春日店は後にサニー春日店にリブランドされ、西友ブランドの店舗は福岡県から消滅した。なお、ザ・モール小倉閉店に先立つ2005年に、地場百貨店の岩田屋系列だった株式会社サニーが合同会社西友に吸収合併されており、合同会社西友が運営するサニーの店舗は福岡県内に多数存在する。

## 交通アクセス
- JR九州日豊本線下曽根駅徒歩1分[1][3]

## 近隣施設
- リードヘルスケア 北九州本社
- エディオン 曽根店・小倉南サービスステーション
- 西日本シティ銀行 曽根支店
- 福岡銀行 曽根支店
- 北九州銀行 小倉東支店